# Келлі Джонс
Ке́ллі Джонс (англ. Kelly Jones; нар. 3 червня 1974) — валлійський автор і виконавець пісень, гітарист і лідер гурту Stereophonics. Натхненний музикою таких класичних ро́кових гуртів як The Who, Led Zeppelin, AC/DC та Sex Pistols, Джонс відомий своїм скрипучим голосом, який ще називають «віскі» та часто піддають як критиці, так і схваленню. Як поет-пісняр, Джонс натхненний Нілом Янгом, Бобом Кетлі, Стівом Перрі, Бобом Діланом і Отісом Реддінгом.

## Творчий шлях

### Раннє життя та дебют
Джонс мешкав у містечку Кумаман, що біля Абердера, де він почав дружити з хлопцями, Стюартом Кейблом і Річардом Джонсом, і вони разом створили гурт, який виконував кавери. Проявляючи здібності до написання в юнацтві, він вирішив стати сценаристом до того, як став музикантом, і вивчав кіномистецтво в коледжі. BBC проявив інтерес до деяких його ранніх робіт, але як тільки гурт прогресував від кавер-групи до групи, що писала власний оригінальний матеріал, він вирішив використовувати свої здібності більше в написанні текстів пісень. Джонс також загравав із ідеєю кар'єри в боксі, адже він мав значний успіх на юнацькому рівні. Більшість його раннього життя засвідчена в дебютному альбомі Stereophonics, включаючи записи про юнацькі роки, проведені за торговою палаткою. Вони засвідчені в More Life in a Tramps Vest із дебютного альбому Stereophonics, випущеного в 1997, Word Gets Around.
У 1996 Stereophonics стали першим гуртом, який підписав контракт із новим лейблом Virgin Records Річарда Бренсона V2. Їхній дебютний сингл Looks Like Chaplin не мав достатньої кількості копій, щоб увійти до чартів, а їхньому наступному синглу Local Boy in the Photograph не вистачило однієї позиції, щоб дістатися UK Top 50. Не зважаючи на це, їхній дебютний альбом Word Gets Around так чи інакше дістався позиції #6 у британському чарті альбомів (UK Album Chart). Приятельський валлійський колектив Manic Street Preachers взяв гурт на розігрів на своє турне 1996-97.

### 1998— теперішній час: головний успіх
У лютому 1998 вони отримали Brit Awards як найкращий дебютант, того ж тижня перевидання Local Boy in the Photograph досягло 14-ї позиції в чартах і їхній перший альбом став золотим у Британії, розійшовшись понад 100 000 копій. Того року Stereophonics їздили в турне до Європи, Австралії та США. Вони виступили з концертом 12 червня 1998 в замку Кардіфф. Вони виступили з кавером на пісню Ренді Ньюмана Mama Told Me (Not to Come) у тандемі з Томом Джонсом для його альбому Reload.
Після чергового турне вони повернулися до студії та записали Just Enough Education to Perform, який містив сингли Mr. Writer, Have a Nice Day та Step on My Old Size Nines. Кавер на версію Рода Стюарта пісні Майка д'Або Handbags and Gladrags був доданий до пізніших видань альбому. Вони також записали присутність найбільшої кількості аудиторії на їх концерті на сьогоднішній день, коли вони грали перед 80 000-ю аудиторією в Замку Слейн у Ірландії та завершили Різдвяним шоу на стадіоні Мілленіум, Кардіфф, із підтримкою гуртів Feeder і Ocean Colour Scene — яких вони підтримували роком раніше.
Вони випустили свій четвертий студійний альбом You Gotta Go There to Come Back із такими піснями як Maybe Tomorrow і Madame Helga, а також перероблену пісню, що не була завершена вчасно — Moviestar. Вони перевидали альбом, уключивши туди цей трек.
У 2002 гурт був обраний виступати на розігріві в Counting Crows і гастролювали різними британськими містами з ними. Пізніше Джонс приєднався до гурту та виступив у тандемі Містер Джонс і Адам Дурітц, який вештається поруч.
У 2003, під час гастролей у Німеччині, барабанщик Стюарт Кейбл — який на цей час уже вів інтерв'ю зі знаменитістю на BBC Уельс — був звільнений із гурту Джонсом, посилаючись на проблеми «поглядів». Кейбл був тимчасово замінений барабанщиком The Black Crowes Стівом Ґорманом на решту турне. За словами Стюарта, «Я продовжував пахать. Я знав, що коли ми починали, ми були не відмінними й я чекав, поки ми станемо кращими. Ставало очевидно, що цього не буде й я так сказав. Келлі це не сподобалося.»
П'ятий студійний альбом Stereophonics Language. Sex. Violence. Other? був випущений у березні 2005. Він вирізнявся тим, що був першим, який записували з новим барабанщиком Хав'єром Вейлером, колишнім інженером гурту в студії, котрий став постійним членом гурту після того, як його попросили попрацювати за барабанами для деяких ранніх LSVO записів. Гурт мав свою першу композицію, що дісталася 1-ї позиції в британському чарті синглів (UK singles chart) з першого релізу альбому — бадьора Dakota, в кліпі котрої Келлі проводить більшість часу за кермом у темних сонцезахисних окулярах. Другий сингл із альбому, Superman дістався 13-ї позиції в британському чарті синглів (UK singles chart). Після цього релізу був Devil, розрекламований контроверсійним відеокліпом, досяг 11-ї позиції в чартах.
У січні 2005 Келлі Джонс виступив сольно на концерті Tsunami Relief Cardiff на стадіоні Мілленіум у Кардіффі, найбільшому живому музичному благодійному концерті з часів Live Aid 1985-го, що також представляв таких виконавців як Ерік Клептон.
2-го липня 2005 гурт узяв перерву в своєму світовому турне та виступив на Live 8 у Гайд-парку, Лондон, перед 240 000 народу — досі найбільшою їх аудиторією.
Stereophonics не говорили про себе доти, поки наступного вони не почали запис свого шостого альбому Pull the Pin, реліз якого відбувся 15 жовтня 2007 року. Pull the Pin — це альбом, який повертається до коренів класичного року гурту, очевидних у першому альбомі, а також у численних треках можна почути вплив року 70-х.

## Апаратура
Джонс використовує підсилювачі британського різновиду, в основному Matchless, Badcat і Vox AC30, незалежно від того, чи він грає сольно, чи в гурті. Він полюбляє «чисте британське звучання» AC30 і «брудний скрип» Badcat і Matchless.
Він використовує обмежені педалі ефектів (FX pedals), але під час соло він використовував Dunlop CryBaby, wah. Також він використовує педалі ефектів Boss, уключаючи ефекти хорус (chorus), делей (delay), фленджери (flange), фазер (phaser) і різноманітні педалі дісторшн, хоча він усе менше покладається на дісторшн, а просто користується світчами з вбудованою примочкою crunch і чистими налаштуваннями, в основному користується своїм AC30 для чистої гри й іншими 2-ма підсилювачами для дісторшн.
Його основна гітара — Gibson SG вишневого кольору, зараз широко відома як «Келлікастер». Все більш і більш поширеним стає використання ним Gibson CS-336 нарівні з Fender Stratocaster, його Fender Telecaster також усе частіше й частіше з'являється (взагалі-то вона була зроблена на замовлення Х'ю Менсоном), його Fender Jaguar широко використовувалася на «Language.Sex.Violence.Other?»; здавалося, що вона була зайвою на пізнішому турне «Pull the Pin», але використовувалася доволі часто до самого закінчення турне, особливо на синглі You're My Star. Він володіє одним Телекастером, виготовленим Manson Guitars. Також відомо, що він використовує Gibson Les Paul Goldtop, особливо під час важких виконань, таких як The Bartender and the Thief і Vegas 2 Times. Його вибір акустичної гітари — Gibson J200 та рідко використовується щось інше, проте він володіє різноманітними гітарами Gibson і Takamine.

## Конфлікти
У Джонса завжди були важкі відносини зі ЗМІ й вони часто критикували його, його внесок у музику та його вокальні здібності. Джонс декілька разів очолював газетні заголовки, критикуючи інших музичних артистів — у першу чергу виконавця та фронтмена гурту Radiohead Тома Йорка. Джонс піддав критиці відношення Йорка в інтерв'ю 2002 року, назвавши його «нещасною сукою». Пізніше він виражав жаль через цей коментар, оскільки він був насправді шанувальником Йорка. Джонс відомий своїм цинічним відношенням до поп-музики й також критикує такі поп-реаліті-шоу як «Стань зіркою» чи «X-фактор», а також штучні гурти типу Hear'Say.

## Інші проєкти
У 2007 р. Келлі Джонс випустив свій перший соло-альбом Only the Names Have Been Changed лімітованим тиражем, який зумів дістатися 1-ї позиції в чарті завантажених пісень на iTunes (iTunes download chart). Він пояснював: «Минулого року ми записували шостий альбом Stereophonics і між дублями я почав записувати ці пісні без підготовки. Три чи чотири композиції в альбомі, я зрозумів, це дійсно може бути щось… дивно, як завжди малі речі породжують щось велике.» Це породило домисли, що Джонс залишить Stereophonics, щоб зайнятися сольною кар'єрою, проте він заперечив це.

## Особисте життя
Келлі Джонс народився в сім'ї Арвіна та Беріл Джонсів у маленькому валлійському, колись шахтарському містечку Кумаман, провівши своє дитинство з ними та двома старшими братами, Кевіном і Лі. Обоє його батьків працювали на заводах, однак його батько знаходив час тренувати молодь грати у футбол і займатися своєю співочою кар'єрою. Назва гурту Арвіна, «Оскар і зимородки», дала йому прізвисько 'Оскар' серед друзів і сім'ї. Він пішов далі, щоб забезпечити контракт із Polydor, які перейменували його в 'Арвіна Девідсона' через величезну кількість Джонсів у шоу-бізнесі в той час. Не дивлячись на численну кількість записів, цікавість менеджера гурту The Hollies і підтримку Роя Орбісона, Арвін мав мінімальний успіх і випустив лише один сингл: кавер на пісню Грема Неша «Simple Man».
Коли Келлі був ще юнаком, його дядько, боксерський рефері, прищепив йому інтерес до спорту, й пізніше він змагався на високому рівні в південному Вельсі. Після цього Джонс пішов на футбол, де він грав за свою країну. Джонс відомий тим, що надає перевагу вінтажному одягу, й має щонайменше двадцять косух.
Джонс познайомився зі своєю першою дівчиною, Еммою Данн, у віці 15-ти років. Вони були разом майже 12 років і вони заручились якраз перед тим, як розійшлись. У 2002 р. Джонс пішов до (свого друга та фотографа гурту) дому Джуліана Кастальді, зламав вхідні двері, розбив вікно цеглиною та пошкодив дві його машини палицею, коли знаходився в нетверезому стані. Це сталося, тому що Джонс нещодавно дізнався, що Кастальді залицявся до Данн, через місяць після того, як вони завершили свої довготривалі відносини. Кастальді ви́кликав поліцію й у результаті Джонс був заарештований. Одначе Кастальді не висунув обвинувачення, залишивши Келлі Джонсу штраф у розмірі 2000£ за завдані збитки. Джонс прокоментував це «Те, що я зробив було абсолютно не характерно, але й те, що він зробив було невірно», пізніше написавши пісню «Rainbows and Pots of Gold» у відповідь на те, що сталося. Після розставання з Данн, Джонс зустрічався з дизайнером інтер'єру Ребеккою Волтерс (Беккою). В січні 2005-го у Ребекки та Келлі з'явилася перша дитина, Лоліта Бутсі Джонс. У 2007-му в них з'явилася друга дочка — Місті Джонс. Невдовзі після народження Місті Ребекка та Келлі розійшлися. Зараз Келлі зустрічається з журналісткою MTV Джаккі Хілі. Вони разом із 2008-го. На відміну від численної кількості музикантів і естрадників, Джонс і його сім'я має низький профіль у таблоїдах висвітлення інформації. Стюарт Кейбл стверджував, що сталася люта публічна сварка між його тодішньою дівчиною Лізою Роджерс та тодішньою дівчиною Келлі Джонса Ребеккою Волтерс у ресторані в Парижі. Після того як наступного дня він сказав уїдливий жарт щодо цього випадку, врешті-решт це призвело до його звільнення Джонсом, хоча за повідомленнями Кейбл пропустив багато концертів, оскільки він перебував у «клініці для наркозалежних від кокаїну» («cocaine clinic»). Через рік після того як вони посварилися, вони утрясли свої розбіжності та були в постійному зв'язку цілих 5 років до самої смерті Кейбла, та навіть виступали на сцені разом із басистом Річардом Джонсом на весіллі спільного друга та давнього члена команди Stereophonics. Обидва Кейбл і Джонс мали зустрітися, щоб випити в день смерті Кейбла, що також був днем, перед яким Stereophonics відіграли свій довгоочікуваний концерт на кардіффському стадіоні.

## Дискографія

### Студійний альбом
| Рік  | Назва                            | Переклад               |
| ---- | -------------------------------- | ---------------------- |
| 2007 | Only the Names Have Been Changed | Лиш імена були змінені |